# Firma (program telewizyjny)
Firma – program telewizyjny nadawany w TVN24 i TVN CNBC (powtórki również w TVN) prowadzony przez Romana Młodkowskiego.

## Charakterystyka
W magazynie opowiadano o zakładaniu własnego przedsiębiorstwa i związanych z tym trudności: znajdowaniu niszy na rynku, zdobywaniu potrzebnych zezwoleń, zatrudnianiu pracowników i sposobów na zarobek. Redakcja magazynu wyjaśniała jak zarejestrować nową firmę, jak oszacować koszty inwestycji, jak sporządzić biznesplan i opracować strategię marketingową, czy też jak znaleźć odpowiedni lokal i właściwych pracowników. W każdym wydaniu, poza materiałami reporterskimi i podsumowaniem finansowym, odbywała się rozmowa z ekspertem. Pomysłodawcami nowych przedsięwzięć byli widzowie. W programie omówiono założenie m.in.: stacji benzynowej, myjni samochodowej, prywatnej kolei pasażerskiej, firmy cateringowej, sieci punktów hot-spot, prywatnego przedszkola i lokalnego radia.

## Historia
Program Firma zadebiutował na antenie TVN24 w 2003 roku i nadawany był cotygodniowo w niedzielne wieczory. W 2009 roku magazyn został wyróżniony jako „jeden z najlepszych unijnych przykładów promowania przedsiębiorczości w telewizji” i zaprezentowany podczas pierwszego Europejskiego Tygodnia Małych i Średnich Firm zorganizowanego w Brukseli przez Komisję Europejską. W roku 2010 na antenie TVN CNBC pojawiła się nowa edycja programu, zatytułowana Firma 2.0 Pierwsze miliony.